# KOIKO
「KOIKO」(コイコ) は、日本の歌手長山洋子のアイドル歌手時代にリリースされた14枚目のシングル。発売日は1988年12月16日。

## 解説
- 表題曲は、長山本人が主演を務めた1988年公開の東映映画『恋子の毎日』の主題歌になっており、B面曲は挿入歌として使用された。[2]

1989年1月1日には、映画のオリジナル・サウンドトラック・アルバムが発売された。
- A面曲・B面曲共に、作曲はTHE ALFEEの高見沢俊彦が手掛けている。(B面は作詞、作曲とも高見沢が担当している。)

- 売上枚数は約1.3万枚。[4]

## 収録曲
1. KOIKO
作詞：湯川れい子 / 作曲：高見沢俊彦 / 編曲：井上鑑
2. モナリサ
作詞・作曲：高見沢俊彦 / 編曲：井上鑑